# 1. deild karla (bóng đá)
Inkassodeildin (tiếng Anh: The Inkasso League) là một giải đấu bóng đá ở Iceland, nằm ở cấp độ 2 trong Hệ thống các giải bóng đá ở Iceland. Giải đấu được thành lập năm 1955 và đương kim vô địch là Fylkir.
Giải mở rộng thành 12 đội từ mùa giải 2007, sau nhiều năm chỉ có 10 đội tham gia. Từ 2008, cả ba hạng đấu hàng đầu Iceland đều có 12 đội bóng.

## Câu lạc bộ hiện tại (2018)
| Đội bóng          | Vị trí                          | Sân vận động             | Mùa giải 2017       |
| ----------------- | ------------------------------- | ------------------------ | ------------------- |
| Fram              | Reykjavík (Háaleiti/Grafarholt) | Framvöllur - Úlfarsárdal | thứ 9               |
| Haukar            | Hafnarfjörður                   | Ásvellir                 | thứ 7               |
| HK                | Kópavogur                       | Kórinn                   | thứ 4               |
| ÍA                | Akranes                         | Norðurálsvöllurinn       | Úrvalsdeild, thứ 12 |
| ÍR                | Reykjavík (Breiðholt)           | Hertzvöllurinn           | thứ 10              |
| Leiknir R.        | Reykjavík (Breiðholt)           | Leiknisvöllur            | thứ 5               |
| Magni             | Grenivík                        | Grenivíkurvöllur         | 2. deild, thứ 2     |
| Njarðvík          | Reykjanesbær (Njarðvík)         | Njarðtaksvöllurinn       | 2. deild, thứ 1     |
| Selfoss           | Selfoss                         | Selfossvöllur            | thứ 8               |
| Víkingur Ó.       | Ólafsvík                        | Ólafsvíkurvöllur         | Úrvalsdeild, thứ 11 |
| Þróttur Reykjavík | Reykjavík (Laugardalur)         | Valbjarnarvöllur         | thứ 3               |
| Þór               | Akureyri                        | Þórsvöllur               | thứ 6               |

## Lịch sử

### Lịch sử vô địch
| - 1955 ÍBA (Akureyri) - 1956 ÍBH (Hafnarfjörður) - 1957 Keflavík (Keflavík) - 1958 Þróttur R. (Reykjavík) - 1959 ÍBA (Akureyri) - 1960 ÍBH (Hafnarfjörður) - 1961 ÍBÍ (Ísafjörður) - 1962 Keflavík (Keflavík) - 1963 Þróttur R. (Reykjavík) - 1964 ÍBA (Akureyri) - 1965 Þróttur R. (Reykjavík) - 1966 Fram (Reykjavík) - 1967 ÍBV (Vestmannaeyjar) - 1968 ÍA (Akranes) - 1969 Víkingur R. (Reykjavík) - 1970 Breiðablik (Kópavogur) - 1971 Víkingur R. (Reykjavík) - 1972 ÍBA (Akureyri) - 1973 Víkingur R. (Reykjavík) - 1974 FH (Hafnarfjörður) - 1975 Breiðablik (Kópavogur) | - 1976 ÍBV (Vestmannaeyjar) - 1977 Þróttur R. (Reykjavík) - 1978 KR (Reykjavík) - 1979 Breiðablik (Kópavogur) - 1980 KA (Akureyri) - 1981 Keflavík (Keflavík) - 1982 Þróttur R. (Reykjavík) - 1983 Fram (Reykjavík) - 1984 FH (Hafnarfjörður) - 1985 ÍBV (Vestmannaeyjar) - 1986 Völsungur (Húsavík) - 1987 Víkingur R. (Reykjavík) - 1988 FH (Hafnarfjörður) - 1989 Stjarnan (Garðabær) - 1990 Víðir (Garður) - 1991 ÍA (Akranes) - 1992 Fylkir (Reykjavík) - 1993 Breiðablik (Kópavogur) - 1994 Grindavík (Grindavík) - 1995 Fylkir (Reykjavík) - 1996 Fram (Reykjavík) | - 1997 Þróttur R. (Reykjavík) - 1998 Breiðablik (Kópavogur) - 1999 Fylkir (Reykjavík) - 2000 FH (Hafnarfjörður) - 2001 Þór (Akureyri) - 2002 Valur (Reykjavík) - 2003 Keflavík (Reykjanesbær) - 2004 Valur (Reykjavík) - 2005 Breiðablik (Kópavogur) - 2006 Fram (Reykjavík) - 2007 Grindavík (Grindavík) - 2008 ÍBV (Vestmannaeyjar) - 2009 UMF Selfoss (Selfoss) - 2010 Víkingur R. (Reykjavík) - 2011 ÍA (Akranes) - 2012 Þór A. (Akureyri) - 2013 Fjölnir (Reykjavík) - 2014 Leiknir R. (Reykjavík) - 2015 Víkingur Ó. (Ólafsvík) - 2016 KA (Akureyri) - 2017 Fylkir (Reykjavík) |  |